# Boliviaans voetbalelftal in 2001
Het Boliviaans voetbalelftal speelde in totaal twaalf officiële interlands in het jaar 2001, waaronder acht wedstrijden in de kwalificatiereeks voor het WK voetbal 2002 in Japan en Zuid-Korea. La Verde ("De Groenen") stond onder leiding van oud-international Carlos Aragonés, die al snel werd afgelost door eerst Jorge Habegger en vervolgens Carlos Trucco. Op de FIFA-wereldranglijst zakte Bolivia in 2001 van de 65ste (januari 2001) naar de 70ste plaats (december 2001).

## Balans
| Wedstrijden | Wedstrijden | Wedstrijden | Wedstrijden | Doelpunten | Doelpunten | Doelpunten | Punten |
| Gespeeld    | Winst       | Gelijk      | Verlies     | Voor       | Tegen      | Saldo      | Punten |
| ----------- | ----------- | ----------- | ----------- | ---------- | ---------- | ---------- | ------ |
| 12          | 2           | 3           | 7           | 16         | 30         | –14        | 0.583  |

## Interlands
|                                                       |                                                     |       |         |                                                                          |
| 26 januari Vriendschappelijk № 303 «onderlinge duels» | Jamaica                                             | 3 – 0 | Bolivia | Orange Bowl, Miami Toeschouwers: 9.000 Scheidsrechter: Kevin Terry (USA) |
| 26 januari Vriendschappelijk № 303 «onderlinge duels» | Onandi Lowe 31' Deon Burton 59' Andrew Williams 75' |       |         | Orange Bowl, Miami Toeschouwers: 9.000 Scheidsrechter: Kevin Terry (USA) |

|                                                   |                                                  |       |         |                                                                                      |
| 27 maart WK-kwalificatie № 304 «onderlinge duels» | Colombia                                         | 2 – 0 | Bolivia | Estadio El Campín, Bogotá Toeschouwers: 29.998 Scheidsrechter: Wilson Mendonça (BRA) |
| 27 maart WK-kwalificatie № 304 «onderlinge duels» | Juan Pablo Ángel 52' Juan Pablo Ángel 73' (pen.) |       |         | Estadio El Campín, Bogotá Toeschouwers: 29.998 Scheidsrechter: Wilson Mendonça (BRA) |

|                                                             |                                                   |       |                                                          |                                                                                      |
| 25 april WK-kwalificatie № 305 «onderlinge duels» 19:00 uur | Bolivia                                           | 3 – 3 | Argentinië                                               | Estadio Hernando Siles, La Paz Toeschouwers: 35.000 Scheidsrechter: Óscar Ruiz (COL) |
| 25 april WK-kwalificatie № 305 «onderlinge duels» 19:00 uur | Líder Paz 39' Percy Colque 54' Joaquín Botero 81' |       | 44' Hernán Crespo 87' Hernán Crespo 90' Juan Pablo Sorín | Estadio Hernando Siles, La Paz Toeschouwers: 35.000 Scheidsrechter: Óscar Ruiz (COL) |

|                                                           | |       |           |                                                                                       |
| 3 juni WK-kwalificatie № 306 «onderlinge duels» 16:00 uur | Bolivia | 5 – 0 | Venezuela | Estadio Hernando Siles, La Paz Toeschouwers: 25.000 Scheidsrechter: José Carpio (ECU) |
| 3 juni WK-kwalificatie № 306 «onderlinge duels» 16:00 uur | Julio César Baldivieso 32' Joaquín Botero 35' Raúl Justiniano 38' Joaquín Botero 50' Julio César Baldivieso 68' |       |           | Estadio Hernando Siles, La Paz Toeschouwers: 25.000 Scheidsrechter: José Carpio (ECU) |

| Copa América |
| ------------ |

|                                                                 |         |                      |         |                                                                                                 |
| 13 juli Copa América Groep C № 307 «onderlinge duels» 18:00 uur | Bolivia | 0 – 1                | Uruguay | Estadio Atanasio Girardot, Medellín Toeschouwers: 20.027 Scheidsrechter: Mauricio Navarro (CAN) |
| 13 juli Copa América Groep C № 307 «onderlinge duels» 18:00 uur |         | 60' Javier Chevantón |         | Estadio Atanasio Girardot, Medellín Toeschouwers: 20.027 Scheidsrechter: Mauricio Navarro (CAN) |

|                                                                 |                                     |       |         |                                                                                                 |
| 16 juli Copa América Groep C № 308 «onderlinge duels» 20:15 uur | Honduras                            | 2 – 0 | Bolivia | Estadio Atanasio Girardot, Medellín Toeschouwers: 25.000 Scheidsrechter: John Toro Rendón (COL) |
| 16 juli Copa América Groep C № 308 «onderlinge duels» 20:15 uur | Amado Guevara 53' Amado Guevara 68' |       |         | Estadio Atanasio Girardot, Medellín Toeschouwers: 25.000 Scheidsrechter: John Toro Rendón (COL) |

|                                                                 |         |                                                                            |            |                                                                                               |
| 19 juli Copa América Groep C № 309 «onderlinge duels» 18:00 uur | Bolivia | 0 – 4                                                                      | Costa Rica | Estadio Atanasio Girardot, Medellín Toeschouwers: 25.000 Scheidsrechter: Luis Solórzano (VEN) |
| 19 juli Copa América Groep C № 309 «onderlinge duels» 18:00 uur |         | 45' Paulo Wanchope 63' Steven Bryce 71' Paulo Wanchope 84' Rolando Fonseca |            | Estadio Atanasio Girardot, Medellín Toeschouwers: 25.000 Scheidsrechter: Luis Solórzano (VEN) |

|  |  |  |  |  |  |  |  |  |

|                                                      |                                            |       |                                                      |                                                                                      |
| 14 augustus WK-kwalificatie № 310 «onderlinge duels» | Chili                                      | 2 – 2 | Bolivia                                              | Estadio Nacional, Santiago Toeschouwers: 36.409 Scheidsrechter: Daniel Giménez (ARG) |
| 14 augustus WK-kwalificatie № 310 «onderlinge duels» | Marcelo Salas 35' (pen.) Marcelo Salas 75' |       | 19' (pen.) Julio César Baldivieso 71' Milton Coimbra | Estadio Nacional, Santiago Toeschouwers: 36.409 Scheidsrechter: Daniel Giménez (ARG) |

|                                                                |                                                                                                   |       |               |                                                                                                  |
| 5 september WK-kwalificatie № 311 «onderlinge duels» 19:00 uur | Paraguay                                                                                          | 5 – 1 | Bolivia       | Estadio Defensores del Chaco, Asunción Toeschouwers: 25.000 Scheidsrechter: Luis Solórzano (VEN) |
| 5 september WK-kwalificatie № 311 «onderlinge duels» 19:00 uur | Carlos Paredes 33' José Cardozo 45' José Luis Chilavert 50' Roque Santa Cruz 69' José Cardozo 89' |       | 15' Líder Paz | Estadio Defensores del Chaco, Asunción Toeschouwers: 25.000 Scheidsrechter: Luis Solórzano (VEN) |

|                                                    |                     |       |                                                                                                |                                                                                        |
| 6 oktober WK-kwalificatie № 312 «onderlinge duels» | Bolivia             | 1 – 5 | Ecuador                                                                                        | Estadio Hernando Siles, La Paz Toeschouwers: 8.000 Scheidsrechter: Ángel Sánchez (ARG) |
| 6 oktober WK-kwalificatie № 312 «onderlinge duels» | Gonzalo Galindo 60' |       | 12' Ulises de la Cruz 22' Agustín Delgado 57' Iván Kaviedes 89' Ángel Fernández 90' Luis Gómez | Estadio Hernando Siles, La Paz Toeschouwers: 8.000 Scheidsrechter: Ángel Sánchez (ARG) |

|                                                               |                                                                     |       |             |                                                                                          |
| 7 november WK-kwalificatie № 313 «onderlinge duels» 20:00 uur | Bolivia                                                             | 3 – 1 | Brazilië    | Estadio Hernando Siles, La Paz Toeschouwers: 32.574 Scheidsrechter: Luis Solórzano (VEN) |
| 7 november WK-kwalificatie № 313 «onderlinge duels» 20:00 uur | Líder Paz 42' Julio César Baldivieso 70' Julio César Baldivieso 89' |       | 26' Edílson | Estadio Hernando Siles, La Paz Toeschouwers: 32.574 Scheidsrechter: Luis Solórzano (VEN) |

|                                                                |               |       |                           |                                                                                        |
| 14 november WK-kwalificatie № 314 «onderlinge duels» 20:30 uur | Peru          | 1 – 1 | Bolivia                   | Estadio Monumental "U", Lima Toeschouwers: 2.374 Scheidsrechter: Héctor Baldassi (ARG) |
| 14 november WK-kwalificatie № 314 «onderlinge duels» 20:30 uur | Piero Alva 8' |       | 87' José Alfredo Castillo | Estadio Monumental "U", Lima Toeschouwers: 2.374 Scheidsrechter: Héctor Baldassi (ARG) |

## FIFA-wereldranglijst
| JAN | FEB | MAR | APR | MEI | JUN | JUL | AUG | SEP | OKT | NOV | DEC |
| --- | --- | --- | --- | --- | --- | --- | --- | --- | --- | --- | --- |
| 65  | 65  | 66  | 70  | 75  | 66  | 69  | 79  | 78  | 81  | 70  | 70  |

## Statistieken
| Carlos Arias           | 1982-04-27 | Club Blooming        | 6 | 0 | 0 | 6  | 0  |
| José Carlos Fernández  | 1971-01-24 | NE Revolution        | 3 | 0 | 0 | 20 | 0  |
| Mauricio Soria         | 1966-06-01 | Jorge Wilstermann    | 3 | 0 | 0 | 21 | 0  |
| Verdediging            |            |                      |   |   |   |    |    |
| Luis Gatty Ribeiro     | 1979-11-01 | Club Bolívar         | 7 | 1 | 0 | 16 | 0  |
| Ronald Raldés          | 1981-04-20 | Oriente Petrolero    | 7 | 0 | 0 | 7  | 0  |
| Percy Colque           | 1976-10-23 | The Strongest        | 5 | 1 | 1 | 12 | 1  |
| Juan Carlos Paz        | 1970-04-14 | The Strongest        | 5 | 0 | 0 |    |    |
| Juan Manuel Peña       | 1973-01-17 | Real Valladolid      | 5 | 0 | 0 | 69 | 0  |
| Eduardo Jiguchi        | 1970-08-24 | Jorge Wilstermann    | 4 | 0 | 0 | 15 | 0  |
| Luis Alberto Reyes     | 1976-04-08 | Jorge Wilstermann    | 4 | 0 | 0 |    |    |
| Marco Antonio Sandy    | 1971-08-29 | Tampico Madero       | 4 | 0 | 0 | 89 | 6  |
| Lorgio Álvarez         | 1978-06-29 | Club Blooming        | 3 | 1 | 0 | 9  | 0  |
| Marcelo Carballo       | 1974-12-07 | Jorge Wilstermann    | 3 | 1 | 0 |    |    |
| Óscar Sánchez          | 1971-07-16 | The Strongest        | 2 | 1 | 0 | 57 | 6  |
| Ronald Arana           | 1977-01-18 | Oriente Petrolero    | 1 | 0 | 0 | 1  | 0  |
| Marcos Francisquine    | 1966-11-21 | Real Santa Cruz      | 1 | 0 | 0 |    |    |
| Percy Gil              | 1976-11-01 | Club Blooming        | 1 | 0 | 0 |    |    |
| Doyle Vaca             | 1979-10-08 | The Strongest        | 0 | 1 | 0 |    |    |
| Juan Carlos Farah      | 1969-03-08 | Unión Central Tarija | 0 | 1 | 0 |    |    |
| Middenveld             |            |                      |   |   |   |    |    |
| Raúl Justiniano        | 1977-09-29 | Club Blooming        | 8 | 1 | 1 |    |    |
| Julio César Baldivieso | 1971-12-02 | Al-Nassr             | 8 | 0 | 5 | 78 | 14 |
| Richard Rojas          | 1975-02-27 | The Strongest        | 5 | 2 | 0 |    |    |
| Franz Calustro         | 1974-03-09 | Oriente Petrolero    | 5 | 1 | 0 |    |    |
| Gonzalo Galindo        | 1974-10-20 | Jorge Wilstermann    | 5 | 0 | 1 |    |    |
| Limberg Gutiérrez      | 1977-11-19 | Club Nacional        | 2 | 2 | 0 |    |    |
| Edgar Olivares         | 1977-01-25 | Jorge Wilstermann    | 2 | 0 | 0 |    |    |
| Joselito Vaca          | 1982-08-12 | Dallas Burn          | 2 | 0 | 0 | 7  | 0  |
| Sergio Castillo        | 1970-09-26 | The Strongest        | 2 | 0 | 0 | 34 | 0  |
| Darwin Peña            | 1977-08-08 | Real Potosí          | 1 | 1 | 0 |    |    |
| Ronald García          | 1980-12-17 | FC Alverca           | 1 | 1 | 0 |    |    |
| Raúl Gutiérrez         | 1976-01-08 | Club Blooming        | 1 | 0 | 0 |    |    |
| José Loayza            | 1976-09-09 | Jorge Wilstermann    | 1 | 0 | 0 |    |    |
| Aanval                 |            |                      |   |   |   |    |    |
| Líder Paz              | 1974-12-02 | The Strongest        | 9 | 2 | 3 | 17 | 3  |
| Joaquín Botero         | 1977-12-10 | Club Bolívar         | 7 | 0 | 3 |    |    |
| Milton Coimbra         | 1975-05-04 | Puebla FC            | 4 | 1 | 1 | 37 | 7  |
| José Alfredo Castillo  | 1983-02-09 | Oriente Petrolero    | 1 | 3 | 1 | 4  | 1  |
| Carlos Cárdenas        | 1976-10-05 | Jorge Wilstermann    | 1 | 2 | 0 | 6  | 0  |
| Augusto Andaveris      | 1979-05-05 | Universidad Ibero    | 1 | 1 | 0 | 2  | 0  |
| Róger Suárez           | 1977-04-02 | Oriente Petrolero    | 1 | 1 | 0 |    |    |
| Martin Menacho         | 1973-08-07 | Jorge Wilstermann    | 1 | 0 | 0 | 6  | 0  |

FBF · A-internationals · Selecties · Bondscoaches · Statistieken · Boliviaans vrouwenelftal · Olympisch elftal · Bolivia U21 · Bolivia U20 · Bolivia U19 · Bolivia U18 · Bolivia U17
1926–1949 · 
1950–1959 · 
1960–1969 · 
1970–1979 · 
1980–1989 · 
1990–1999 · 
2000–2009 · 
2010–2019 ·
2020−2029
CC 1999
WK 1930 · 
WK 1950 · 
WK 1994
1926 · 
1927 · 
1927 · 1928 · 1929 · 
1930 · 
1931 · 1932 · 1933 · 1934 · 1935 · 1936 · 1937 · 
1938 · 
1939 · 1940 · 1941 · 1942 · 1943 · 1944 · 
1945 · 
1946 · 
1947 · 
1948 · 
1949 · 
1950 · 
1951 · 1952 · 
1953 · 
1954 · 1955 · 1956 · 
1957 · 
1958 · 
1959 · 
1960 · 
1961 · 
1962 · 
1963 · 
1964 · 
1965 · 
1966 · 
1967 · 
1968 · 
1969 · 
1970 · 
1971 · 
1972 · 
1973 · 
1974 · 
1975 · 
1976 · 
1977 · 
1978 · 
1979 · 
1980 · 
1981 · 
1982 · 
1983 · 
1984 · 
1985 · 
1986 · 
1987 · 
1988 · 
1989 · 
1990 · 
1991 · 
1992 · 
1993 · 
1994 · 
1995 · 
1996 · 
1997 · 
1998 · 
1999 · 
2000 · 
2001 · 
2002 · 
2003 · 
2004 · 
2005 · 
2006 · 
2007 · 
2008 · 
2009 · 
2010 ·
2011 · 
2012 · 
2013 · 
2014 · 
2015 · 
2016 ·
2017 ·
2018 ·
2019 ·
2020 ·
2021 ·
2022 ·
2023 ·
2024
Algerije ·
Andorra ·
Argentinië ·
Brazilië ·
Bulgarije · 
Chili ·
Colombia ·
Costa Rica ·
Cuba ·
Curaçao ·
DDR ·
Duitsland ·
Ecuador ·
Egypte ·
El Salvador ·
Finland ·
Frankrijk ·
Griekenland ·
Guatemala ·
Guyana ·
Haïti ·
Honduras ·
Hongarije ·
Ierland ·
IJsland ·
Irak ·
Iran ·
Jamaica ·
Japan ·
Joegoslavië ·
Kameroen ·
Letland ·
Mexico ·
Myanmar ·
Nicaragua ·
Noord-Korea ·
Oezbekistan ·
Panama ·
Paraguay ·
Peru ·
Polen ·
Portugal ·
Roemenië ·
Rusland ·
Saoedi-Arabië ·
Senegal ·
Servië ·
Slowakije ·
Spanje ·
Trinidad en Tobago ·
Tsjecho-Slowakije ·
Uruguay ·
Venezuela ·
Verenigde Arabische Emiraten ·
Verenigde Staten ·
Zuid-Afrika ·
Zuid-Korea ·
Zwitserland